# Mongolië op de Olympische Winterspelen 1992
Tijdens de Olympische Winterspelen van 1992, die in Albertville (Frankrijk) werden gehouden, nam Mongolië voor de zevende keer deel.

## Deelnemers en resultaten

### Langlaufen
| Olympiër           | Discipline                    | Resultaat | Prestatie                              |
| ------------------ | ----------------------------- | --------- | -------------------------------------- |
| Ziitsagaany Ganbat | 10 km klassiek (m)            | 83e       | 35.10,3 (+7.34,3)                      |
| Ziitsagaany Ganbat | 30 km klassiek (m)            | 78e       | 1:44.45,6 (+22.17,8)                   |
| Ziitsagaany Ganbat | achtervolging 10 km+15 km (m) | 84e       | +16.46,5 (10 km:35.10 + 15 km:47.14,4) |
| Gongoryn Merej     | 10 km klassiek (m)            | 82e       | 35.05,9 (+7.29,9)                      |
| Gongoryn Merej     | 30 km klassiek (m)            | 73e       | 1:42.33,1 (+20.05,3)                   |
| Gongoryn Merej     | 50 km vrije stijl (m)         | 64e       | 2:32.27,2 (+28.45,7)                   |
| Gongoryn Merej     | achtervolging 10 km+15 km (m) | 77e       | +15.10,5 (10 km:35.05 + 15 km:45.43,4) |

### Schaatsen
| Olympiër                  | Discipline   | Resultaat | Prestatie           |
| ------------------------- | ------------ | --------- | ------------------- |
| Nyamdondovyn Ganbold      | 5000 m (m)   | 31e       | 7.30,07 (+30,10)    |
| Nyamdondovyn Ganbold      | 10.000 m (m) | 29e       | 15.18,56 (+1.06,44) |
| Altangadasyn Sodnomdarjaa | 1000 m (m)   | 42e       | 1.21,40 (+6,55)     |
| Altangadasyn Sodnomdarjaa | 1500 m (m)   | 43e       | 2.05,43 (+10,62)    |

Algerije · Amerikaanse Maagdeneilanden · Andorra · Argentinië · Australië · België · Bermuda · Bolivia · Brazilië · Bulgarije · Canada · Chili · China · Chinees Taipei · Costa Rica · Cyprus · Denemarken · Duitsland · Estland · Filipijnen · Finland · Frankrijk · Gezamenlijk team · Griekenland · Groot-Brittannië · Honduras · Hongarije · Ierland · IJsland · India · Italië · Jamaica · Japan · Joegoslavië · Kroatië · Letland · Libanon · Liechtenstein · Litouwen · Luxemburg · Marokko · Mexico · Monaco · Mongolië · Nederland · Nederlandse Antillen · Nieuw-Zeeland · Noord-Korea · Noorwegen · Oostenrijk · Polen · Puerto Rico · Roemenië · San Marino · Senegal · Slovenië · Spanje · Swaziland · Tsjecho-Slowakije · Turkije · Verenigde Staten · Zuid-Korea · Zweden · Zwitserland